# 都心新宿線
都心新宿線（としんしんじゅくせん）は構想段階にある東京都の地域高規格道路の路線である。首都高速道路(C1)都心環状線から新宿方面に計画されている。
国土交通省の計画案、東京都の計画案等にある構想路線であるが、実際の事業者が首都高速道路になるとは限らない。建設時期・建設計画等も未定であり、事業化される見通しも不明であり、路線名は仮称である。
また、更にその先に続くかたちで、圏央道までの多摩新宿線の構想もある。